# Ambroży (Lenis)
Ambroży, imię świeckie Athanasios Lenis (ur. 22 lipca 1938 w Atenach) – grecki biskup prawosławny.

## Życiorys
Jest starszym dzieckiem Jeorjosa i Nikolitsy Lenisów. Dzieciństwo i młodość spędził razem z rodziną w Patras, tam też ukończył szkołę średnią. W 1956 rozpoczął studia wyższe na wydziale teologicznym Uniwersytetu Ateńskiego. Od 1959, razem z mnichem Kalinikiem i Christosem Paraskewaidisem, późniejszym arcybiskupem Aten i całej Grecji, brał udział w tworzeniu nowej wspólnoty monastycznej, przekształconej następnie w stauropigialny monaster Matki Bożej Chrisopigi. Postrzyżyny mnisze Athanasiosa Lenisa miały miejsce 25 kwietnia 1961 w monasterze św. Barbary w kompleksie Meteorów. 31 maja tego samego roku został wyświęcony na hierodiakona przez metropolitę Trikki i Stagony Dionizego.
17 lipca 1963 w Atenach został wyświęcony na hieromnicha. W tym samym roku metropolita Patras Konstantyn nadał mu godność archimandryty i wyznaczył na przełożonego monasteru św. Mariny. Od 1963 do 1967 służył w parafiach w Marusi oraz w Psichiko. Następnie arcybiskup Aten Serafin mianował go sekretarzem Świętego Synodu.
13 sierpnia 1976 został nominowany na metropolitę Talantionu; jego chirotonia biskupia odbyła się 17 sierpnia tego samego roku pod przewodnictwem arcybiskupa Serafina. 12 października 1978 został ordynariuszem metropolii Kalawryty i Ajalei.
Biskup Ambroży został ukarany za publiczne zachęty do agresji wiernych wobec homoseksualistów jakie miał wypowiedzieć w 2015 roku. Nazwał homoseksualistów "społecznymi mętami", a wiernych zachęcał do "plucia na nich". W 2018 roku sąd w Aigio zwolnił go z odbywania kary. Znany jest z przyjaźni z liderami greckiej skrajnie prawicowej partii Złoty Świt, powszechnie uznawanej za ruch neonazistowski.